# Schisandra
Genre
Classification phylogénétique
Schisandra est un genre de plantes à fleurs de la famille des Schisandraceae. Il a été établi par le botaniste français André Michaux (1746-1802) qui passa dix ans de sa vie en Amérique du Nord. En 1803, il décrivit et nomma Schisandra coccinea, une espèce qu'il avait observé la première fois en 1786.
Le genre Schisandra comporte environ 25 espèces, toutes originaires d'Asie Orientale sauf l'espèce nord américaine S. coccinea, une liane du sud-est des États-Unis.

## Principales espèces
- Schisandra arisanensis Hayata | taiwan
- Schisandra axillaris Hook.f. & Thomson | himalaya, java = Schisandra propinqua subsp. axillaris
- Schisandra bicolor W. C. Cheng | Zhejiang (chine)
- Schisandra chinensis (Turcz.) Baill. | Sibérie orientale, Sakhaline, Chine septentrionale, chine, japon
  - Schisandra chinensis var. leucocarpa P.H.Huang & L.H.Zhuo | mandchourie
- Schisandra crassifolia Pierre ex Finet & Gagnep. | péninsule indochinoise
- Schisandra discolor Nakai | japon
- Schisandra elongata Hook.f. & Thomson | himalaya, java
- Schisandra flaccidiramosa C.R.Sun | chine
- Schisandra glabra (Brickell) Rehder | amérique =Schisandra coccinea
- Schisandra glaucescens Diels | chine
- Schisandra gracilis A.C.Sm. | birmanie
- Schisandra grandiflora Hook.f. & Thomson | himalaya
- Schisandra hanceana Baill. | chine
- Schisandra henryi C.B.Clarke | chine
  - Schisandra henryi subsp. marginalis (A.C.Sm.) R.M.K.Saunders
  - Schisandra henryi subsp. yunnanensis (A.C.Sm.) R.M.K.Saunders
- Schisandra hypoglauca H.Lév. | Guizhou (chine)
- Schisandra incarnata Stapf | Hubei (chine)
- Schisandra lancifolia (Rehder & E.H.Wilson) A.C.Sm.
  - Schisandra lancifolia var. polycarpa Z.Ho | chine
- Schisandra longipes (Merr. & Chun) R.M.K.Saunders
- Schisandra marmorata Nichols. | bornéo
- Schisandra micrantha A.C.Sm. | yunnan (chine)
- Schisandra neglecta A.C.Sm. | himalaya, birmanie, yunnan (chine)
- Schisandra nigra Maxim. | japon, corée
- Schisandra ovalifolia P.Parm. | sumatra
- Schisandra perulata Gagnep. | tonkin (vietnam)
- Schisandra plena A.C.Sm. | yunnan (chine), assam (inde)
- Schisandra propinqua (Wall.) Baill. | himalaya
  - Schisandra propinqua subsp. axillaris (Blume) R.M.K.Saunders
  - Schisandra propinqua subsp. intermedia (A.C.Sm.) R.M.K.Saunders
- Schisandra propinqua subsp. sinensis (Oliv.) R.M.K.Saunders
- Schisandra pubescens Hemsl. & E.H.Wilson | chine
- Schisandra pubinervis (Rehder & E.H.Wilson) R.M.K.Saunders
- Schisandra repanda (Siebold & Zucc.)
- Schisandra rubriflora Rehder & E.H.Wilson
- Schisandra sphaerandra Stapf | sichuan, yunnan (chine)
- Schisandra sphenanthera Rehd. & Wils. | chine
- Schisandra tomentella A.C.Sm. | sichuan (chine)
- Schisandra tuberculata Y.W.Law
- Schisandra verrucosa Gagnep. | tonkin (vietnam)
- Schisandra vestita Pax & K.Hoffm. | sichuan (chine)
- Schisandra viridicarpa Y.N.Lee | corée du sud
- Schisandra viridis A.C.Sm.A.C.Sm. | chine
- Schisandra wilsoniana A.C.Sm. | yunnan (chine)